# لئوپولد روژیکچا
لئوپولد روژیکچا (به کرواتی: Lavoslav Stjepan Ružička) (زاده ۱۳ سپتامبر ۱۸۸۷ - درگذشته ۲۶ سپتامبر ۱۹۷۶) شیمیدان کرواتی است که بیشتر عمر خود را در سوئیس گذرانده‌است او در سال ۱۹۳۹ برای کارهایش درباره پلی متیلن‌ها موفق به دریافت جایزه نویل شیمی شد.